# Breccia Peak (Wyoming)
Der Breccia Peak (3356 m) ist ein Berg in der südlichen Absaroka Range in den Rocky Mountains. Er befindet sich im Teton County im Bundesstaat Wyoming unweit des Togwotee Passes und liegt am südwestlichen Rand der Teton Wilderness, die Teil des Bridger-Teton National Forest ist.

## Lage und Umgebung
Der Breccia Peak befindet sich etwas mehr als vier Kilometer nördlich des Togwotee Passes, der das vom Snake River durchflossene Tal Jackson Hole im Westen mit dem Tal des Wind River im Osten verbindet. Der Pass ist Teil der Nordamerikanischen Kontinentalen Wasserscheide, der Berg liegt etwa sieben Kilometer westlich von dieser. Nach Westen fällt der plateauartige Gipfelbereich mit den sogenannten Breccia Cliffs sehr steil und felsig ab, auch nach Norden zeigt er steile Wände. Nach Osten und Südosten hingegen zeigt er eine grasige Flanke, die allerdings mit Ausnahme der Bereiche nahe dem Ost- bzw. Südostgrat auf einer Höhe zwischen 3200 und 3300 Metern von einer steilen Felsbarriere unterbrochen wird.
Westlich des Berges gibt es bis zur mehr als 50 Kilometer entfernten Teton Range keine höheren Berge mehr. Der Breccia Peak ist dennoch nicht sonderlich selbstständig, denn zum nördlich liegenden höheren Buffalo Fork Peak (3447 m) weist er nur eine Schartenhöhe von etwa 60 Metern auf.
Etwa zwei Kilometer südwestlich des Breccia Peaks liegt auf einer Höhe von etwa 2900 m der Lost Lake, ein kleiner aber landschaftlich schöner See, in dem sich die Breccia Cliffs spiegeln können.

## Geologie
Beim Gestein im Bereich des Berges handelt es sich um vulkanische Absaroka-Breccie, was den Namen des Berges erklärt. Die Gesteine im Gipfelbereich gehören zur Thorofare Creek Group der Wiggins Formation, die dem Oberen Eozän zuzuordnen sind.  Im Sattel zwischen dem Breccia Peak und dem nordwestlich liegenden Angle Mountain (3237 m) befindet sich ein langer, unregelmäßiger, intrusiver Gesteinskörper aus glasigem fließ-gebändertem rhyodazitischen Porphyr, der nur geringe hydrothermale Alteration zeigt.

## Alpinismus
Der Breccia Peak ist einer der am einfachsten zu besteigenden Berge der Yellowstone-Region. Vom Ausgangspunkt am Highway 26/287 ungefähr einen Kilometer nördlich des Togwotee Passes ist er in etwa zwei Stunden auf einer vergleichsweise einfachen Wanderung (Class 2 im Yosemite Decimal System bzw. T3 in der SAC-Wanderskala) zu erreichen. Vom Parkplatz am Highway führt ein deutlich erkennbarer Pfad bis zur Waldgrenze und weiter zu einer großen Wiese südöstlich des Berges. Gleich zu Beginn verzweigt sich der Pfad, zum Breccia Peak ist dem linken Pfad zu folgen, der rechte führt zum Sublette Peak (Brooks Mountain).
Auf der großen Wiese auf einer Höhe von etwa 3050 m, wo die Südostflanke des Berges vollständig einsehbar ist, verlässt man den Wanderweg. Die einfachste Möglichkeit ist dabei Richtung Norden weglos die Südostflanke zu traversieren, um die Steilstufe in dieser Flanke an deren rechten Ende zu umgehen, nahe der Abbruchkante nach Norden. Etwas schwieriger, aber etwas kürzer, ist die Umgehung dieser Steilflanke an ihrem linken, südwestlichen Ende. Dazu wendet man sich von der Wiese zunächst nach Westen, um weiter oben zunächst in nordwestlicher, später in nördlicher Richtung den Gipfel zu erreichen.
Insbesondere  die Südostflanke des Berges oberhalb der Waldgrenze eignet sich im Winter auch für Skitouren, die Abfahrten sind allerdings kurz, dafür sind viele Varianten möglich.
Der Gipfel lag in der Totalitätszone der Sonnenfinsternis vom 21. August 2017 und wurde in Wyomings Wind-River-Region als einer der speziellsten Orte tituliert, um diese Finsternis zu beobachten.

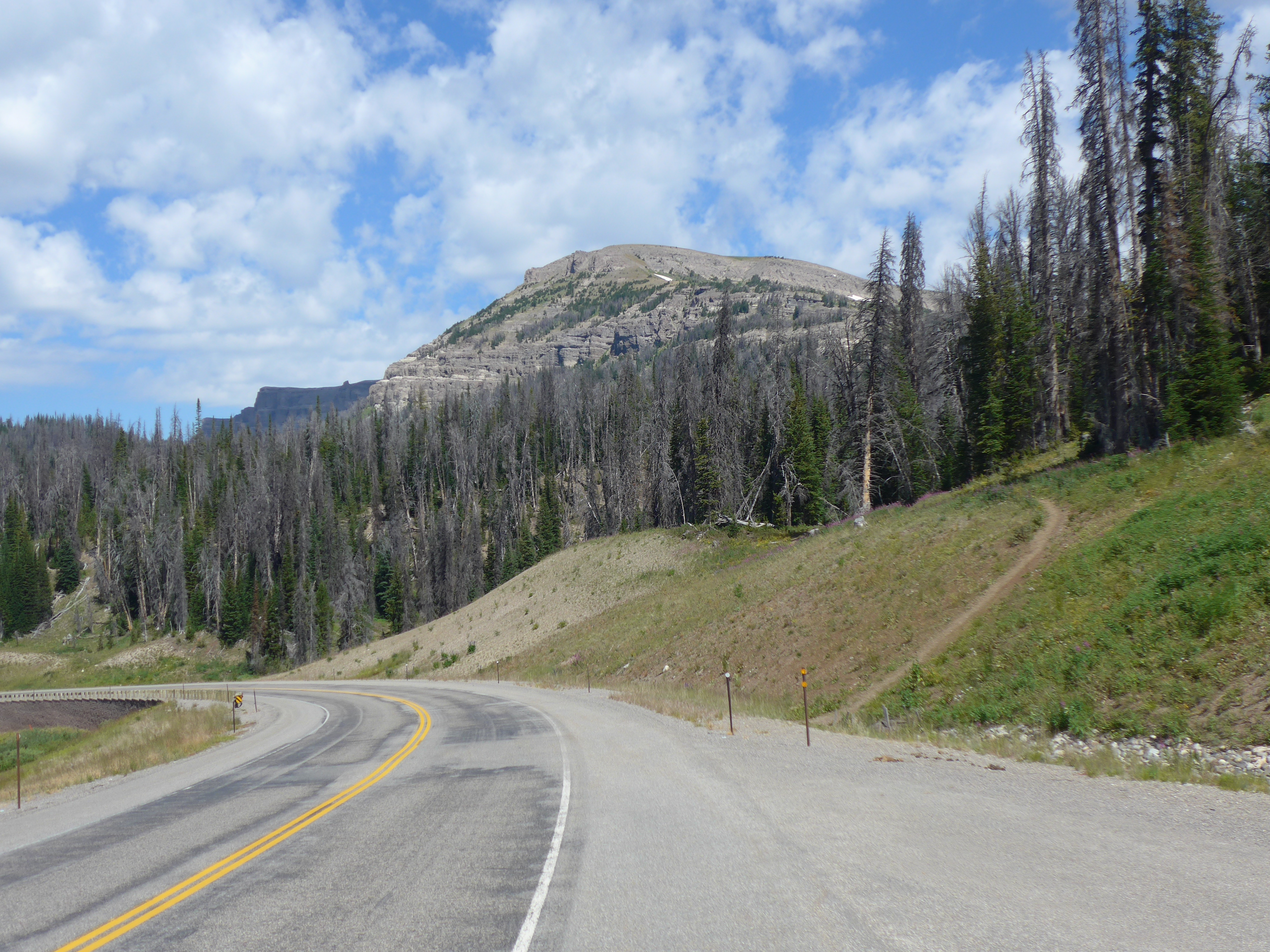
Breccia Peak von der Parkbucht einen Kilometer nördlich des Togwotee Passes, vorn der Beginn des Pfades.
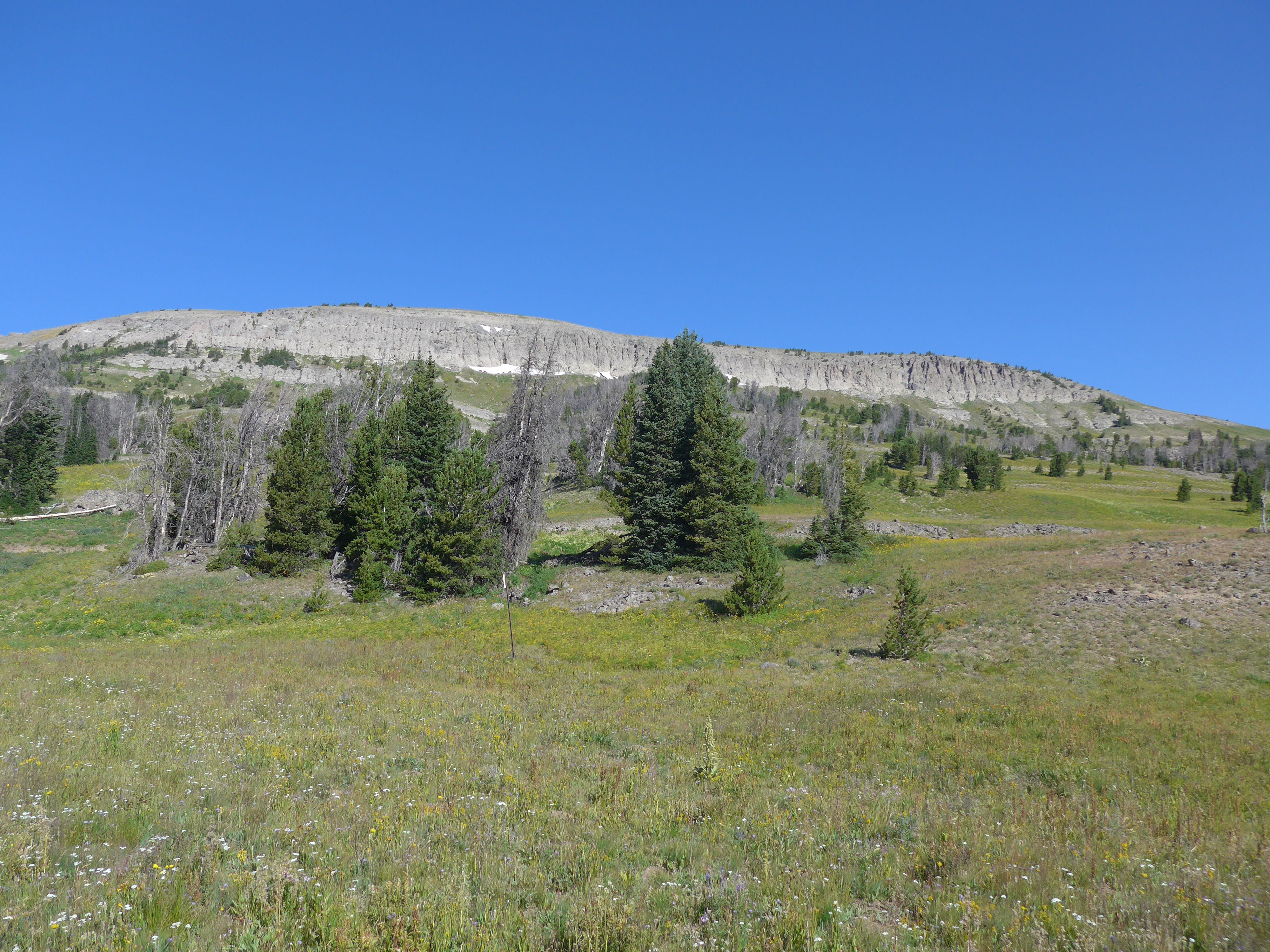
Breccia Peak von Südosten auf dem Anstiegsweg, die Felsbarriere in der Bildmitte kann ganz rechts oder links umgangen werden.
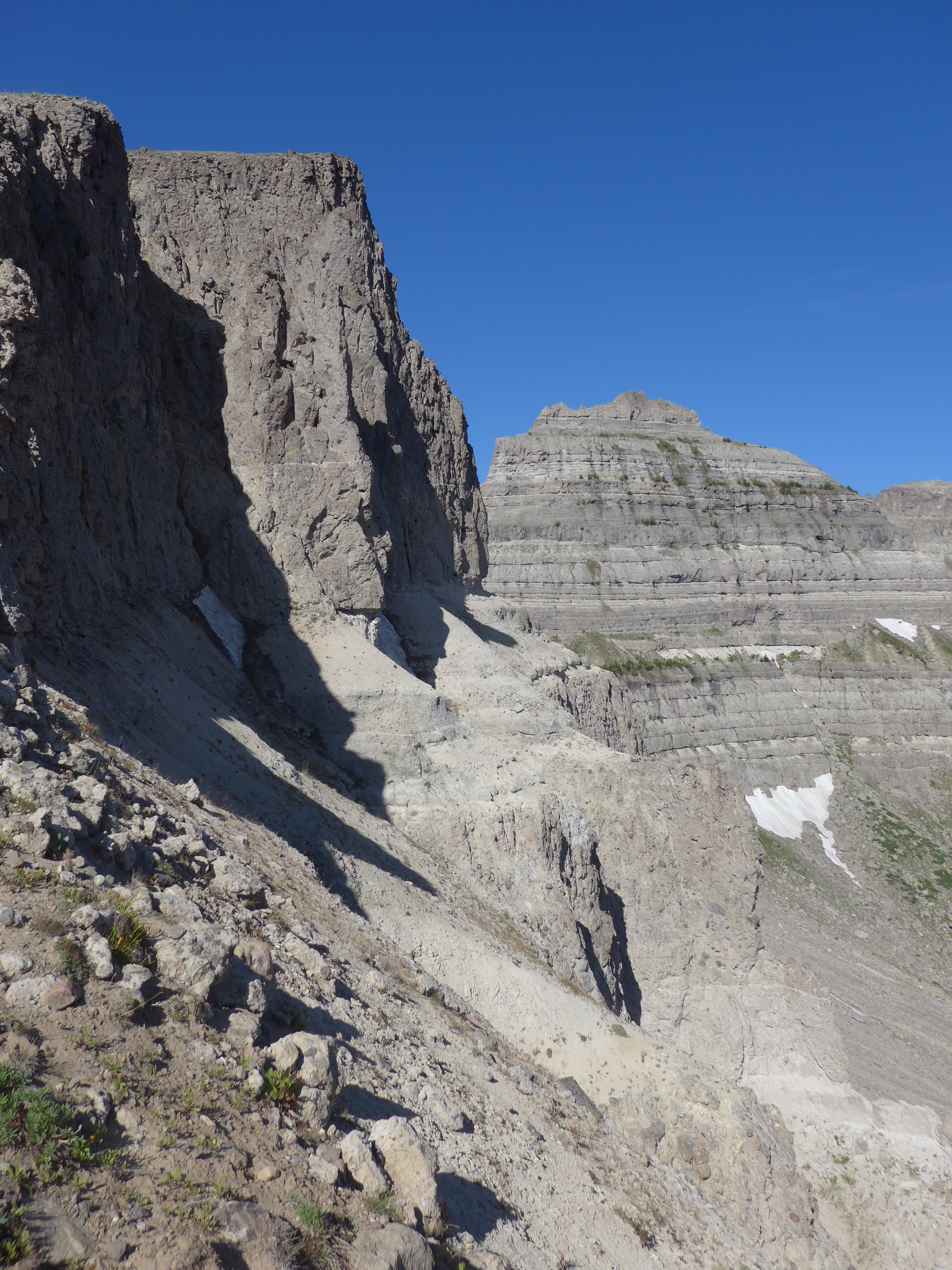
Nordseitige Abbruchkante des Breccia Peaks.
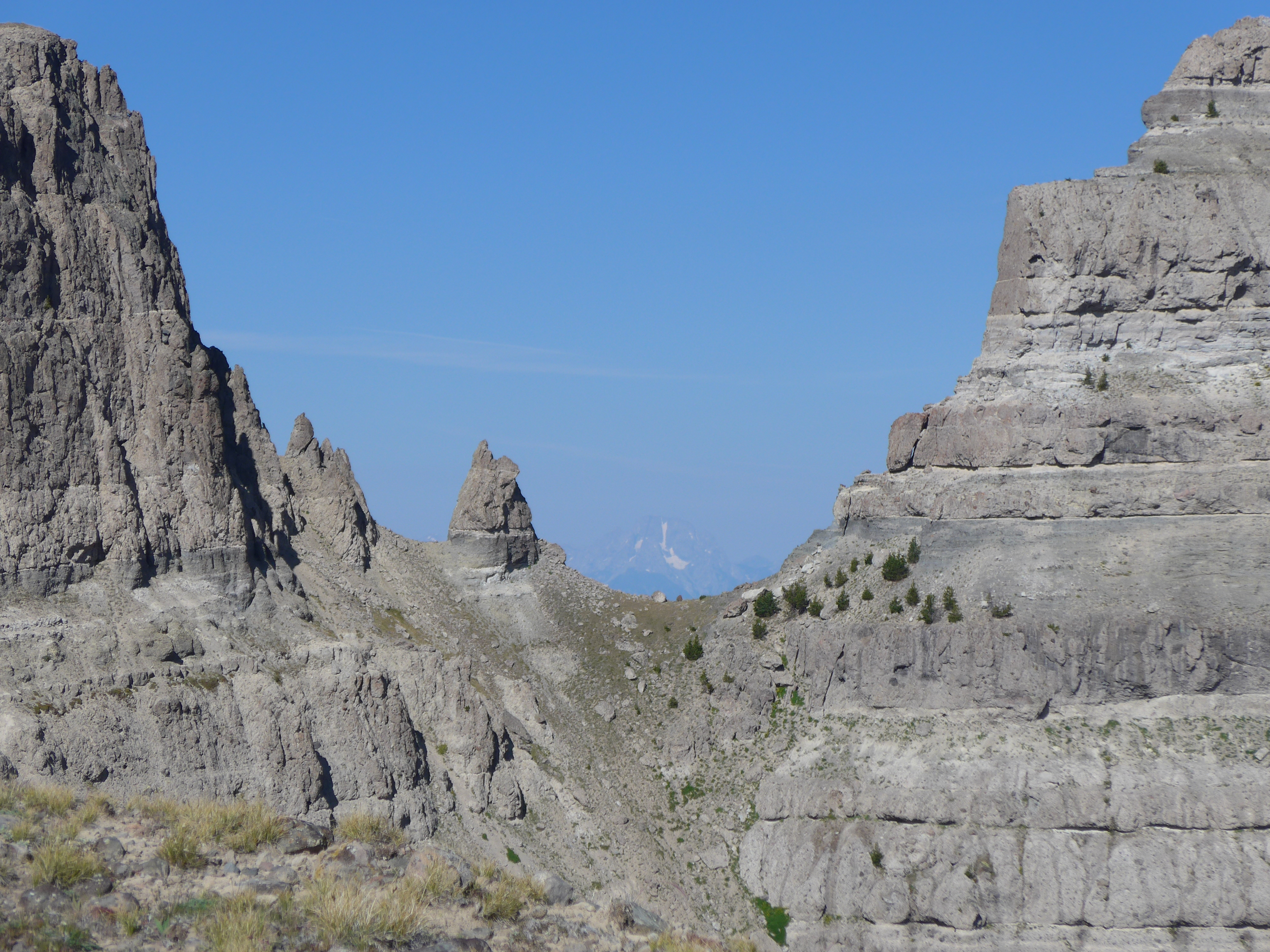
Erste Scharte zwischen Breccia Peak und Buffalo Fork Peak, Mount Moran im Hintergrund.
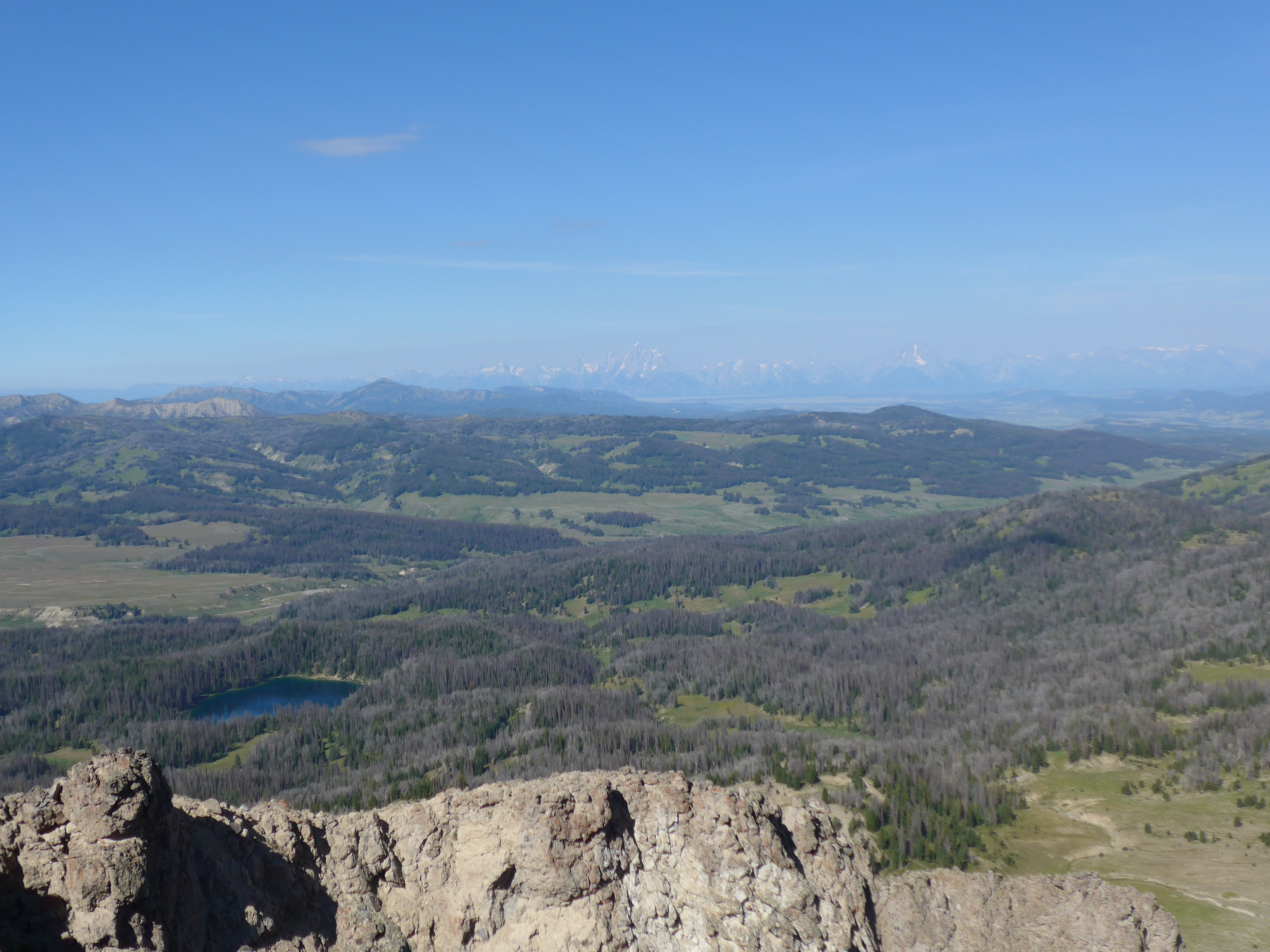
Blick vom Breccia Peak nach Westen, zur Teton Range, Lost Lake im Vordergrund.
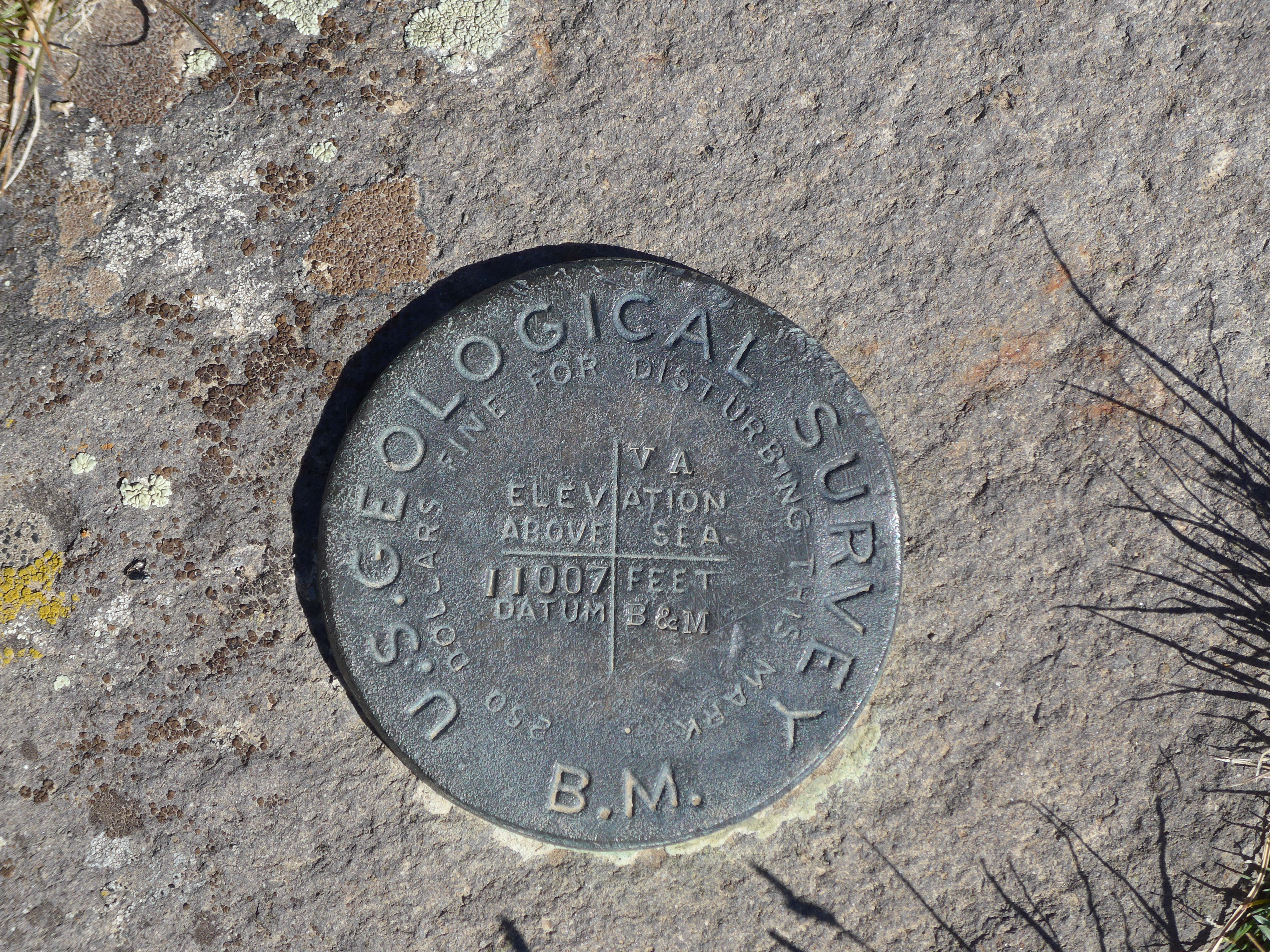
Vermessungspunkt am Gipfel des Breccia Peaks.